# 卡丁尼亞公園 (體育場)
卡丁尼亞公園 (因為冠名權所以名為GMHBA體育場 )是位於澳洲維多利亞州吉朗卡丁尼亞公園的體育娛樂場館。體育場由卡丁尼亞公園體育場信託擁有和經營，體育場是AFL吉朗足球俱樂部和澳洲職業足球聯賽西部聯足球俱樂部的主場。卡丁尼亞公園可以容納36,000人，是澳洲區域城市中最大的體育場。

## 外部連結
- 官方網站 （页面存档备份，存于）
- 卡丁尼亞公園 (體育場) at Austadiums
- "Around the Grounds" – Web Documentary – Kardinia Park （页面存档备份，存于）